# Dicomano
Dicomano es una localidad italiana de la ciudad metropolitana de Florencia, región de Toscana, con 5.626 habitantes.

Ubicación de la ciudad de Dicomano dentro de la provincia de Florencia.

## Evolución demográfica
| Gráfica de evolución demográfica de Dicomano entre 1861 y 2001 |
|                                                                |
| Fuente ISTAT - Elaboración gráfica por parte de Wikipedia      |